# Эполетовый крылан Добсона
Эполетовый крылан Добсона (лат. Epomops dobsonii) — вид млекопитающих из семейства крылановых (Pteropodidae). Обитает в Анголе, Демократической Республике Конго, Малави (где достаточно обычен), Мозамбике, Руанде, Танзании и Замбии. Предпочитает сухую саванну. Зарегистрирован на высотах до 1500 м (и в одном случае до 1890 м). Возможно, местами является объектом охоты ради мяса.

## Таксономия
Вид назван в честь ирландского зоолога Джорджа Э. Добсона.
При описании его отнесли к роду эполетовых крыланов (Epomophorus) — Epomophorus dobsonii Bocage, 1889, позже перенеся в род биндем (Epomops). В литературе встречается орфографический вариант видового названия — Epomops dobsoni.